# Pulaski County (Missouri)
Das Pulaski County ist ein County im US-amerikanischen Bundesstaat Missouri. Im Jahr 2020 hatte das County 53.955 Einwohner und eine Bevölkerungsdichte von 38,1 Einwohnern pro Quadratkilometer. Der Verwaltungssitz (County Seat) ist Waynesville, das nach General Anthony Wayne benannt wurde.

## Geografie
Das County liegt etwas südlich des geografischen Zentrums von Missouri in den Ozarks. Es hat eine Fläche von 1428 Quadratkilometern, wovon 11 Quadratkilometer Wasserfläche sind. An das Pulaski County grenzen folgende Nachbarcountys:
| Miller County  |              | Maries County |
| Camden County  |              | Phelps County |
| Laclede County | Texas County |               |

## Geschichte

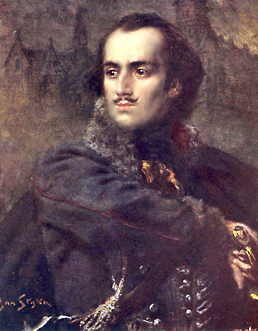
Kazimierz Pulaski

Das Pulaski County wurde 1833 gebildet. Benannt wurde es nach Kazimierz Pułaski (1745–1779), einem polnischen Patrioten, der im Amerikanischen Unabhängigkeitskrieg starb.

## Demografische Daten
Nach der Volkszählung im Jahr 2010 lebten im Pulaski County 52.274 Menschen in 15.412 Haushalten. Die Bevölkerungsdichte betrug 36,9 Einwohner pro Quadratkilometer. In den 15.412 Haushalten lebten statistisch je 2,58 Personen.
Ethnisch betrachtet setzte sich die Bevölkerung zusammen aus 79,3 Prozent Weißen, 12,2 Prozent Afroamerikanern, 0,9 Prozent amerikanischen Ureinwohnern, 2,8 Prozent Asiaten sowie aus anderen ethnischen Gruppen; 4,2 Prozent stammten von zwei oder mehr Ethnien ab. Unabhängig von der ethnischen Zugehörigkeit waren 9,4 Prozent der Bevölkerung spanischer oder lateinamerikanischer Abstammung.
23,9 Prozent der Bevölkerung waren unter 18 Jahre alt, 68,8 Prozent waren zwischen 18 und 64 und 7,3 Prozent waren 65 Jahre oder älter. 44,2 Prozent der Bevölkerung war weiblich.

Das jährliche Durchschnittseinkommen eines Haushalts lag bei 43.155 USD. Das Pro-Kopf-Einkommen betrug 19.800 USD. 14,3 Prozent der Einwohner lebten unterhalb der Armutsgrenze.

## Ortschaften im Pulaski County
Citys
| - Crocker - Dixon - Richland1 | - Saint Robert - Waynesville |

Census-designated place (CDP)
- Fort Leonard Wood

Unincorporated Communities
| - Big Piney - Bloodland - Buckhorn - Cookville - Devils Elbow - Franks | - Gospel Ridge - Greenview - Hancock - Hanna - Hawkeye - Helm | - Hooker - Laquey - Morgan Heights - Ozark Springs - Palace - Ross Bridge | - Saint John - Shady Grove - Stillhouse Springs - Swedeborg - Turkey Ridge - Wheelers Mill |

1 – teilweise im Camden und im Laclede County

## Gliederung
Das Pulaski County ist in sechs Townships eingeteilt:
| Township           | Einwohner (2010) | FIPS     |
| ------------------ | ---------------- | -------- |
| Cullen Township    | 38.431           | 29-17740 |
| Liberty Township   | 5086             | 29-42266 |
| Piney Township     | 355              | 29-57872 |
| Roubidoux Township | 302              | 29-63254 |
| Tavern Township    | 3349             | 29-72448 |
| Union Township     | 4751             | 29-74878 |